# Black Robe
Black Robe é um filme de 1991 que narra a história de um padre jesuíta no Canadá, então colônia franco-inglesa, bem como a ajuda que prestou a índios da região. Foi baseado na novela histórica homônima escrita por Brian Moore e publicada em 1985.

## Sinopse
O filme se passa no ano de 1634, quando o padre jesuíta La Forgue (Lothaire Bluteau) inicia uma jornada através do Canadá a fim de ajudar os índios Algonquinos, que haviam se envolvido com um jesuíta a quem chamavam de "Roupão Negro", em alusão a seu hábito religioso. Além disso, o filme ilustra o conflito com os índios Iroqueses.

## Recepção
O Metacritic, que usa uma média ponderada, atribuiu ao filme uma pontuação de 92 em 100, baseado em 11 críticos, indicando "aclamação universal".